# Universidad de Mogadiscio
La Universidad de Mogadiscio (en somalí: Jaamacada Muqdisho) es una universidad acreditada como no gubernamental en la ciudad de Mogadiscio, en el país africano de Somalia. Según datos de 2012, se encuentra entre las 40 mejores universidades de África.
La idea de crear una institución educativa no gubernamental comenzó en junio de 1993, después de lo cual se necesitaron cinco años para desarrollar y abrir la universidad. El 22 de septiembre de 1997,   la universidad de Mogadiscio abrió sus puertas como una organización no gubernamental, sin fines de lucro para la educación superior, que se rige por un Consejo de Administración y un Consejo Universitario.